# 응우옌푹미엔캅
응우옌푹미엔캅(베트남어: Nguyễn Phúc Miên Kháp / 阮福綿㝓 완복면합, 1828년 10월 5일 ~ 1893년 7월 14일)은 응우옌 왕조의 황족이다. 민망 황제의 41번째 아들로, 생모는 여빈(麗嬪) 응우옌티투이쭉(阮氏翠竹)이다.

## 생애
민망 9년 8월 27일(1828년 10월 5일), 후에 황성에서 태어났다. 어려서부터 학문을 좋아하였다.
민망 21년(1840년) 4월, 안인군공(베트남어: An Nhân Quận Công / 安仁郡公)에 봉해졌다.
티에우찌 2년(1842년), 수안군공(베트남어: Tuy An Quận Công / 綏安郡公)에 봉해졌다.
타인타이 5년 6월 초이일(1893년 7월 14일), 사망하니 향년 66세였고, 시호를 공량(베트남어: Cung Lượng / 恭亮)이라 하였다. 승천부(承天府) 향수현(香水縣) 거정총양춘사(居正總楊春社)에 장사지냈다. 향차현(香茶縣) 부춘총양춘사(富春總陽春社)에 사당을 세우고 제사를 지냈다.

## 자녀
응우옌푹미엔캅은 아들 10명과 딸 15명을 두었다. 후예들은 방(方) 자부(字部)를 하사받고 그에 따라 이름을 지었다.

### 아들
- 응우옌푹홍데(베트남어: Nguyễn Phúc Hồng Đề / 阮福洪𣄍 완복홍제)[3] - 좌국경(佐國卿)을 습봉하였다. 예부참지(禮部參知)를 맡았고, 존인부우존경(尊人府右尊卿)을 권섭(權攝)하였다.

## 참고 문헌
- 《완복족세보(阮福族世譜)》
- 《대남식록》정편(正編) 열전2집(列傳二集) 권7(卷七)